# Philipp von Wrede zu Amecke

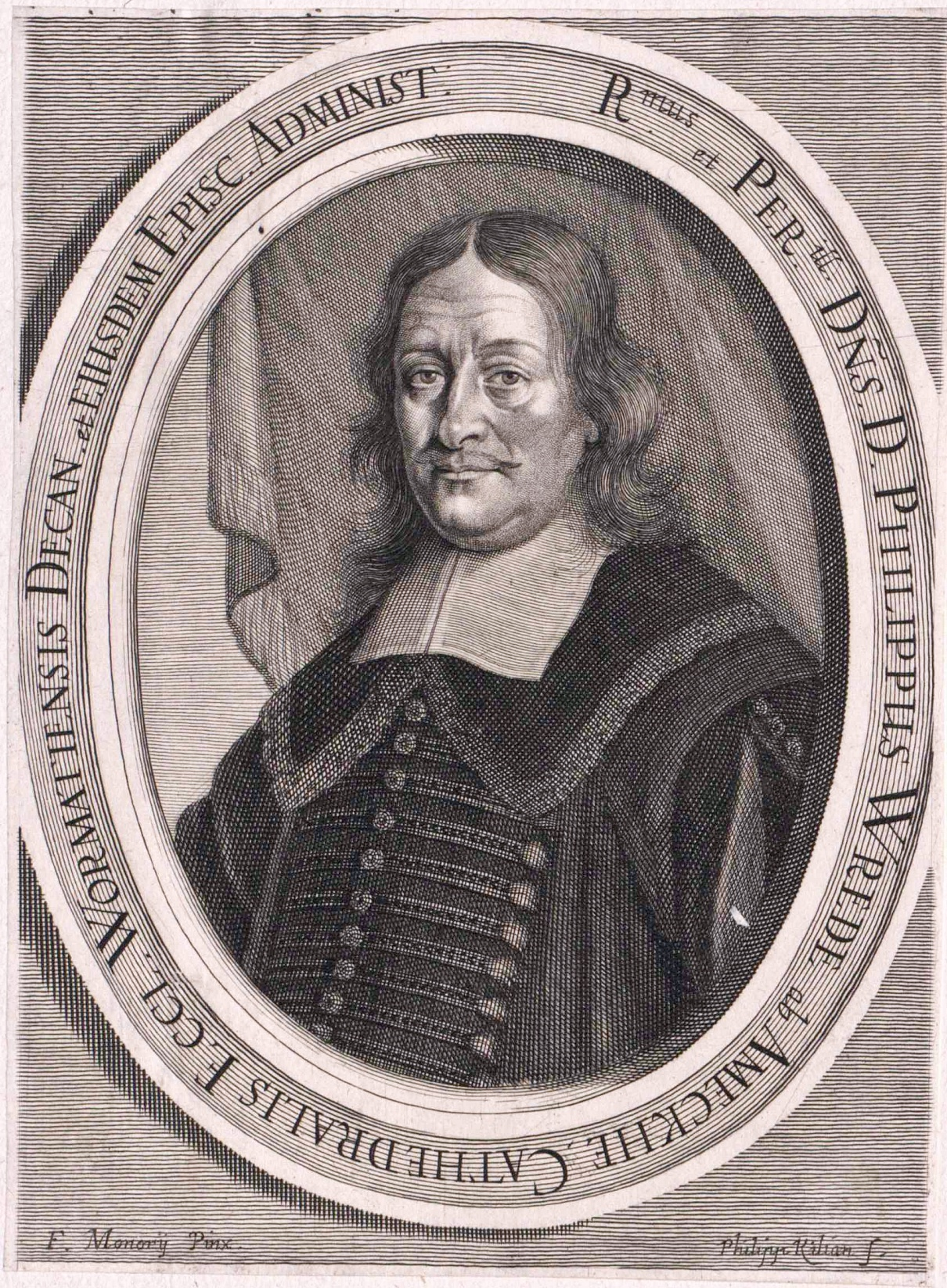
Philipp von Wrede zu Amecke

Philipp von Wrede zu Amecke (* vor 1655; † Dezember 1677 in Speyer) war ein deutscher katholischer Priester, Domdekan in Worms und Administrator (Stellvertreter) des zu dieser Zeit in Mainz residierenden Wormser Fürstbischofs.

## Leben
Der Domherr entstammte dem alten westfälischen Adelsgeschlecht von Wrede und gehörte dem Amecker Zweig der Familie an.
Ab 1655 erscheint Philipp von Wrede zu Amecke als Domherr im Bistum Worms und wurde 1656 Domkapitular. 1658 ernannte man ihn zum Domdekan, nachdem der Vorgänger  Heinrich Spies von Mozenborn verstorben war. Dieses Amt behielt er bis 1664.
Ab 1663 regierte der Mainzer Erzbischof Johann Philipp von Schönborn († 1673) auch als Wormser Fürstbischof, residierte jedoch weiterhin in Mainz. Er bestellte Philipp von Wrede zu Amecke als seinen Wormser Administrator (Stellvertreter). Auch die Nachfolger Lothar Friedrich von Metternich-Burscheid († 1675) und Damian Hartard von der Leyen residierten in Mainz und bestätigten den Domherrn als ihren Administrator in Worms. 1673 erbauten sich die Jesuiten in der Stadt erstmals ein eigenes Kolleg, dessen Kosten Philipp von Wrede zu Amecke weitgehend trug. Am Josefstag 1675 legte er auch den Grundstein zur angeschlossenen Kirche.
Der Prälat starb im Dezember 1677 zu Speyer.